# Osservatorio di Leida

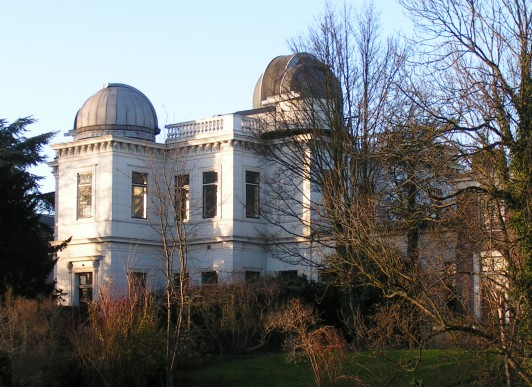
Il secondo edificio dell'osservatorio di Leida, costruito nel 1860 e che ora ospita il dipartimento di biologia. Sono visibili le due cupole dei telescopi.

L'osservatorio di Leida è un osservatorio astronomico situato nella città di Leida, nei Paesi Bassi.
Fu costruito dall'Università di Leida nel 1633 per ospitare il quadrante di Snellius, uno strumento usato per determinare la posizione delle stelle sulla volta celeste. Fu il primo osservatorio astronomico costruito da un'università ed è il più antico del mondo tuttora funzionante.
Originariamente situato nel palazzo dell'università (Academiegebouw) nel centro storico della città, l'osservatorio ha cambiato sede due volte: una prima volta nel 1860 quando fu trasferito di poche centinaia di metri in un nuovo edificio adiacente al canale di Witte Singel nei pressi dell'Orto botanico, e una seconda volta nel 1974 quando fu costruito un osservatorio più moderno a nord-ovest del centro cittadino. L'osservatorio di Witte Singel è tuttora esistente e funzionante.
Il dipartimento di astronomia che tuttora porta il nome di Osservatorio di Leida è il più importante dei Paesi Bassi ed è rinomato in tutto il mondo. Porta avanti un programma di ricerche in svariati settori dell'astronomia, anche se le osservazioni non sono più condotte da Leida. Tra gli astronomi che hanno lavorato all'osservatorio vanno ricordati Willem de Sitter, Ejnar Hertzsprung, Jan Oort (che furono anche direttori dell'osservatorio) e Jacobus C. Kapteyn, Cornelis Johannes van Houten e Ingrid van Houten-Groeneveld.